# Palais Isbary

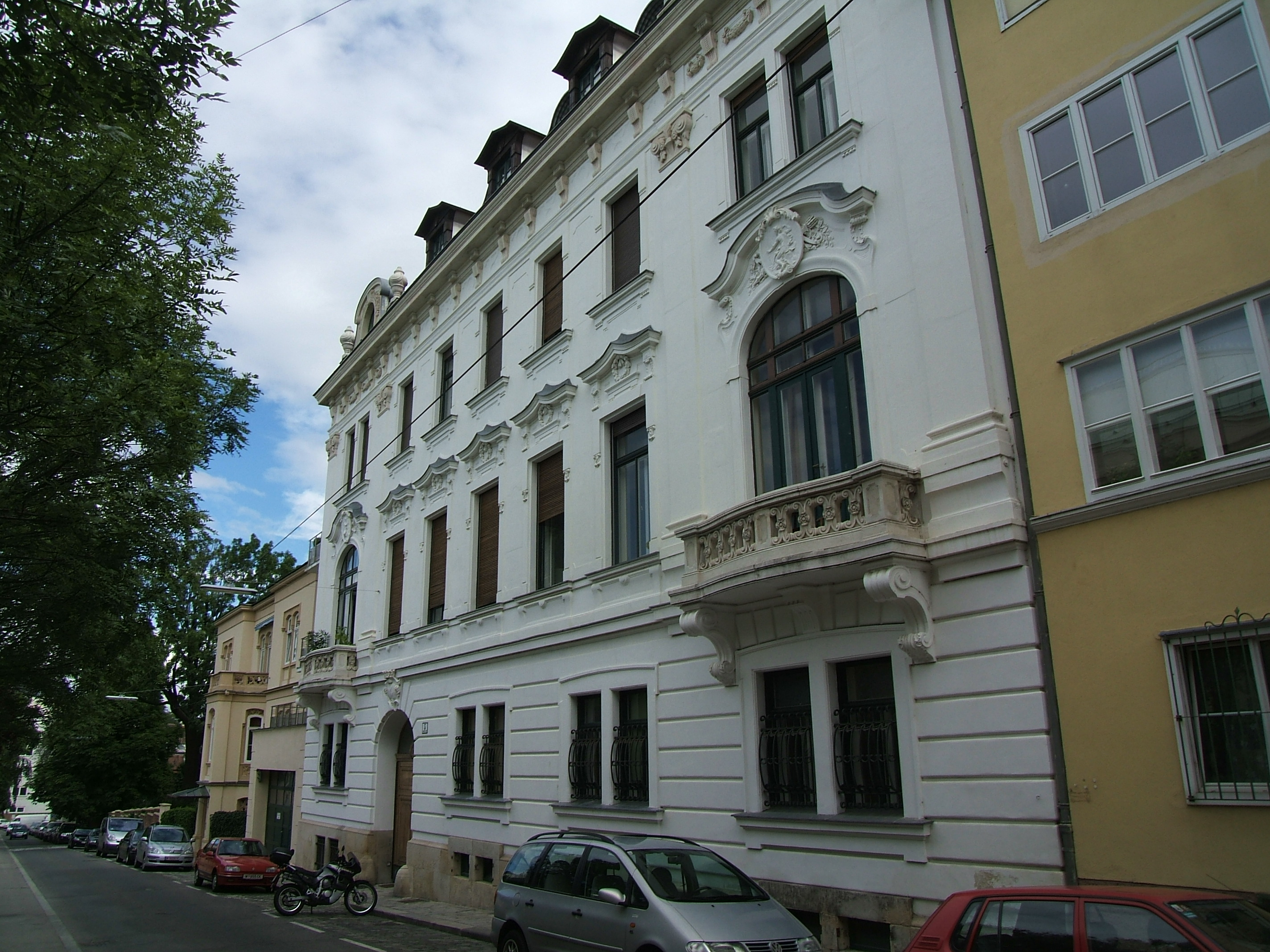
Palais Isbary

Das Palais Isbary befindet sich im 4. Wiener Gemeindebezirk, Wieden, Schmöllerlgasse 5. (Im gleichen Häuserblock befindet sich an der parallelen Prinz-Eugen-Straße ein Rothschild-Palais.)

## Geschichte
Das späthistoristische Palais wurde 1901/02 von Karl Mayreder entworfen und von der Baufirma Johann Sturany erbaut. Auftraggeber war der Industrielle Rudolf von Isbary junior (1858–1932), Sohn des Schalfabrikanten Rudolf Freiherr von Isbary (1827–1892).

## Beschreibung
An eine glatte, sandfarbene Sockelzone mit Souterrainfenstern schließt ein gebändertes Sockelgeschoß mit Doppelfenstern mit schmiedeeisernen Gittern an. Das Rundbogenportal auf der linken Fassadenseite ist mit einer Wappenkartusche versehen. Über einem einfachen Kordongesims erhebt sich der fünfachsige Mittelteil, der in der Beletage mit barockisierenden Fensterverdachungen geschmückt ist. Die seitlichen Achsen werden durch korinthische Riesenpilaster betont, die sich über das zweite und dritte Geschoß erstrecken. Zwei Rundbogen-Doppelfenster mit geschweifter Fensterverdachung und geschwungenem Steinbalkon auf Konsolen bilden seitliche Akzente. Die Sturzreliefs zeigen allegorische Figuren. Das oberste Geschoß hat Fenster mit Sohlbankgesimsen und Parapetrahmenfeldern sowie Doppelfenster in den seitlichen Achsen. Über dem Kranzgesims erhebt sich ein Mansarddach.